# Șiroca, Mehedinți
Șiroca este un sat în comuna Godeanu din județul Mehedinți, Oltenia, România.
Șiroca este situată în Podișul Mehedinți, în nordul județului.
Șiroca este recunoscut pentru una dintre cele mai grele și rare meserii din munții Mehedințiului cea de vărnicer - sau de vărar.
Satul se află la răscrucea unde se întâlnesc drumurile de la Bâlvănești, Godeanu și Balta, iar împrejurimile lui sunt pline de cuptoare de var, majoritatea dintre ele părăsite. 
Dealurile din jurul localității Siroca, dea lungul timplui, au fost împânzite cu astfel de cuptoare de var ce constituiau cel mai sigur venit.